# AN/ALQ-135
AN/ALQ-135は、F-15（イーグル）とF-15E（ストライクイーグル）に搭載される戦術電子戦システム（TEWS）用にノースロップ・グラマンが製造した電子対抗（ECM）妨害システムである。このシステムは、他の脅威に加え、複数の対空ミサイルの妨害・追跡ができる。湾岸戦争ではAN/ALQ-135が6,600時間以上の戦闘を記録したが、システムが対抗する脅威によって航空機が失われたことはなかった。 

## 開発
1970年代以降、AN/ALQ-135システムはF-15に搭載されている。このシステムは継続的に改良されてきた。これらの改良には、プロセッサの改良、耐久性向上、軽量化などが含まれる。
現在、システムは500機以上のF-15に搭載されている。バンド3システムは1988年に最初に導入され、バンド1.5システムは2000年に初めてF-15に導入された。  

## システム情報
最新のシステムは、脅威の全領域をカバーするため、バンド1.5とバンド3の5つの部品で構成されている。AN/ALQ-135（v）システムは、B3 RF増幅器、B3制御/発振器、B1.5 RF増幅器、B1.5制御/発振器、LRU-14で構成されている。 
バンド1.5とバンド3の機器はハードウェアの70％を共有しているため、後方支援やメンテナンスが容易である。バンド1.5とバンド3のシステムは、高帯域・低帯域の両方の脅威の妨害が可能である。 
| 成分            | 重量                 | 体積                 | 外形寸法                                      |
| --------------- | -------------------- | -------------------- | --------------------------------------------- |
| B3 RF増幅器     | 97ポンド（44 kg）    | 2030 in³ （.033 m3） | 11.8 × 8 × 21.5インチ（30 × 20.3 × 54.6 cm）  |
| B3制御/発振器   | 52.7 kg（116ポンド） | 2408 in³ （.039 m3） | 14 × 8 × 21.5インチ（35.6 × 20.3 × 54.6 cm）  |
| B1.5 RF増幅器   | 95ポンド（43.2 kg）  | 2030 in³ （.033 m3） | 11.8 × 8 × 21.5インチ（30 × 20.3 × 54.6 cm）  |
| B1.5制御/発振器 | 100ポンド（45.5 kg） | 2408 in³ （.039 m3） | 14 × 8 × 21.5インチ（35.6 × 20.3 × 54.6 cm）  |
| LRU-14          | 10.5ポンド（4.8 kg） | 195 in³ （.0032 m3） | 3.5 × 8.25 × 6.75インチ（8.9 × 21 × 17.1 cm） |

## 派生型
AN/ALQ-135D
F-15Eで使用。
AN/ALQ-135M
F-15Kで使用。